# 55 هـ
55 هـ هي سنة في التقويم الهجري امتدت مقابلةً في التقويم الميلادي بين سنتي 674 و675.

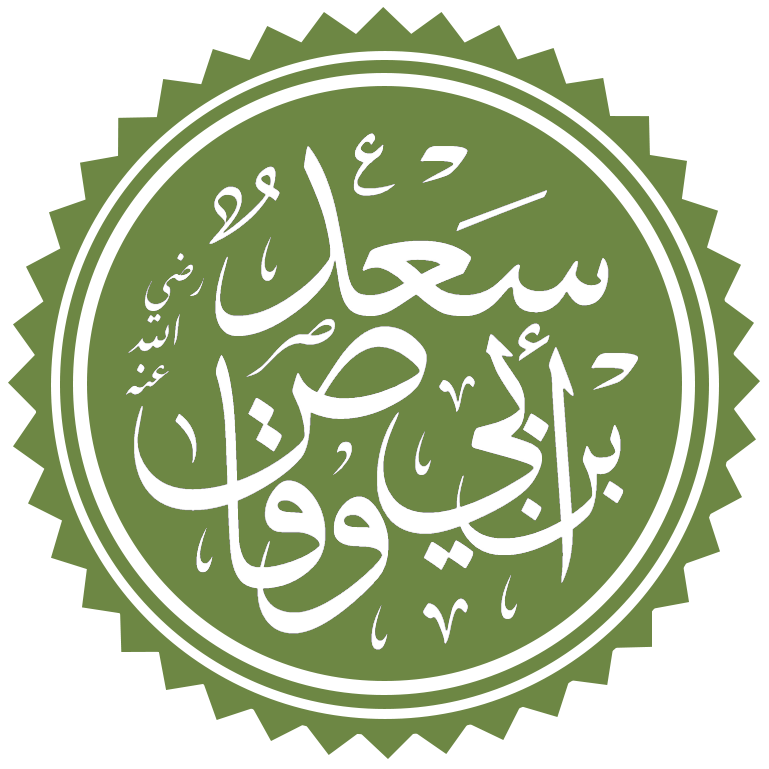
سعد بن أبي وقاص

## أحداث
- معركة ذات الصواري

## مواليد
- لاهز بن قريظ من نقباء بني العباس.
- محمد بن علي بن عبد الله بن العباس
- عائشة بنت موسى زوجة الخليفة الأموي عبد الملك بن مروان.
- خالد بن صفوان التميمي من خُطَباء العرب المشهورين.
- بسطام اليشكري المعروف بشوذب من زعماء الخوارج الحرورية.

## وفيات
- الأرقم بن أبي الأرقم
- خليد بن قرة التميمي أمير خراسان في زمن الخليفة علي بن أبي طالب.
- سعد بن أبي وقاص
- أبو اليسر كعب بن عمرو
- قريب بن مرة الأزدي من رؤساء الخوارج.
- زحاف بن زحر الطائي من رؤساء الخوارج.